# Kraut (Ethnophaulismus)
Der Begriff Kraut ist im Englischen eine meist stereotypisierende Bezeichnung für einen Deutschen, die vor allem während des Zweiten Weltkrieges in den USA gebräuchlich war, während in Großbritannien andere Bezeichnungen wie Fritz (Koseform von Friedrich), Hun (engl. für Hunne) oder Jerry verwendet wurden. 

## Geschichte

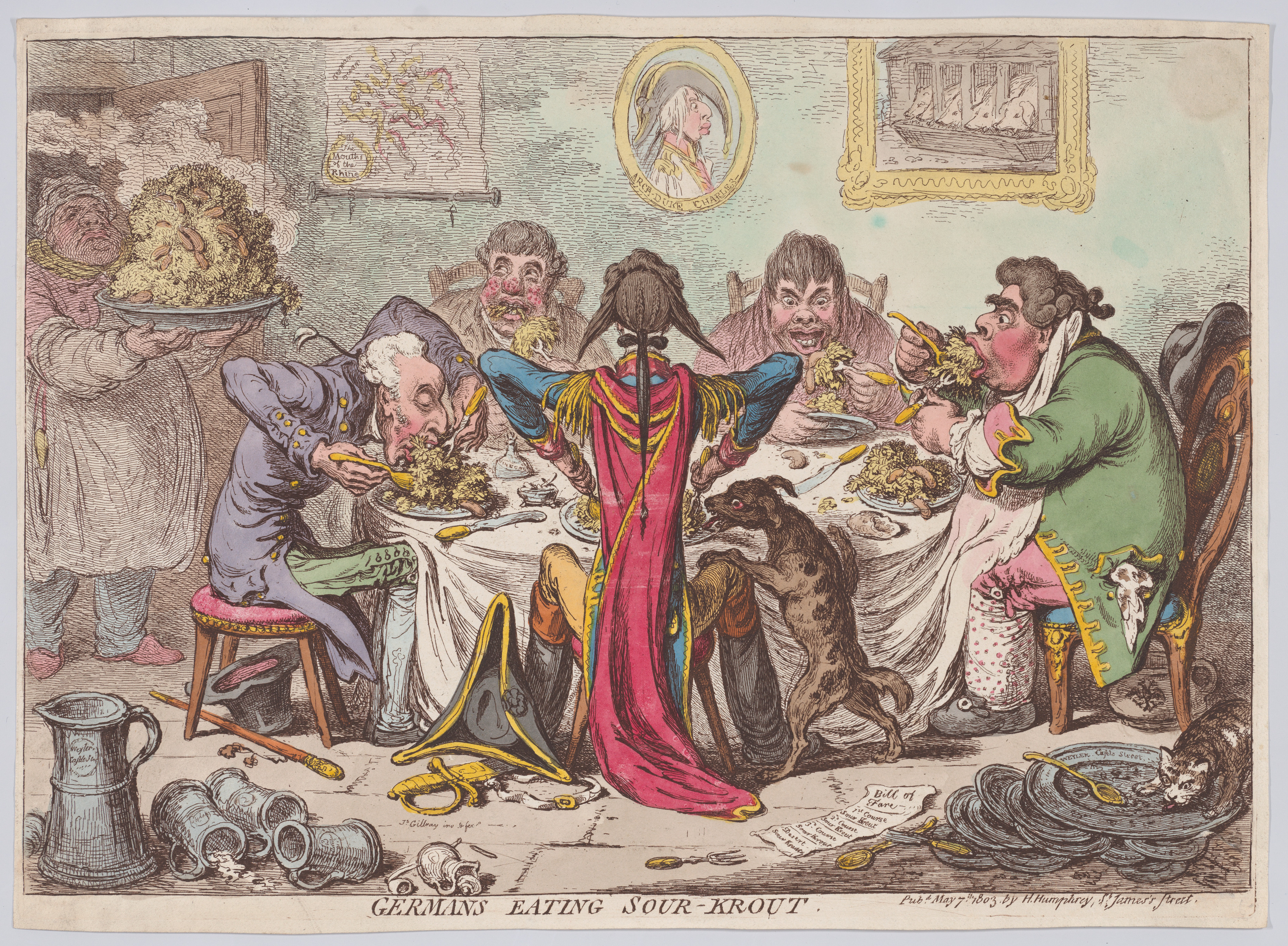
Satirischer Kupferstich „Germans Eating Sour-Krout“ des britischen Karikaturisten James Gillray (1803)

Der Begriff wird vermutlich vom Sauerkraut abgeleitet. Er etablierte sich im US-Sprachraum wahrscheinlich im Zuge einer Einwanderungswelle Deutsch sprechender Schweizer in Pennsylvania im 18. Jahrhundert als Bezeichnung für Deutsche. Dort galt Sauerkraut zunächst als Nahrungsmittel der belächelten armen Einwanderer. Obwohl es schnell in allen Bevölkerungsschichten an Popularität gewann, wurde die Gleichsetzung von Deutschen und dem Gemüse spätestens mit Wahl des ersten deutschstämmigen Gouverneurs Simon Snyder im Jahr 1808 ein beliebter Gegenstand lokalpolitischer Satire.
Eine weitere Erklärung für die Assoziation von Deutschen zu Sauerkraut kommt aus dem Bereich der Seefahrt. Nachdem im 18. Jahrhundert erkannt worden war, dass bestimmte Lebensmittel Skorbut verhindern konnten (heute weiß man, dass der Vitamin-C-Gehalt dafür verantwortlich ist), wurde auf deutschen Schiffen als Proviant auch Sauerkraut gereicht, da dieses zugleich lang haltbar und sehr Vitamin-C-haltig ist. Äquivalent verbreitete sich in der britischen Marine die Bekämpfung der Mangelerkrankung mit Zitronen- und Limettensaft aus den Kolonien und resultierte in dem Spitznamen Limey für britische Marineangehörige.
Das Stereotyp des deutschen Sauerkrautessers findet sich allerdings auch in anderen Kulturkreisen wieder. So beschreibt Jules Verne in seinem 1879 veröffentlichten Roman Die 500 Millionen der Begum einen bösen deutschen Industriellen mit einer Vorliebe für Sauerkraut. In dem 1844 erschienenen Deutschland. Ein Wintermärchen von Heinrich Heine wird Sauerkraut leicht spöttisch als Besonderheit der deutschen Küche hervorgehoben.
Eine erste Verwendung des Worts "sauerkrauter" als Schimpfwort ist 1869 in einer amerikanischen Zeitschrift belegt. Doch erst in den beiden Weltkriegen wurde "krauts" in dieser Gebrauchsform national und international popularisiert. Im Ersten Weltkrieg war "krauts" als eine von vielen negativen Bezeichnungen für die Deutschen unter Soldaten der US-Armee im Gebrauch, wie ein Eintrag im "Dictionary of American Slang" 1918/1919 belegt. Im Zweiten Weltkrieg wurde die Verwendung von "kraut" und "kraut head" zusätzlich von der Propagandaabteilung des Militärs gefördert, denn sie betrachtete diese Begriffe als geeignet für eine besonders würdelose Darstellung des Feindes.
Von der Bezeichnung abgeleitet sind Krautland, das gelegentlich als Synonym für Deutschland Verwendung fand, sowie der Ausdruck Krautrock für den deutschen Progressive Rock der späten 1960er- und 1970er-Jahre. Scherzhaft werden die deutschen Karl-May-Filme Krautwestern genannt. 1991 erschien der erste deutsche Hip-Hop-Sampler Krauts with Attitude, der im Titel den Begriff mit dem Namen der US-amerikanischen Band N.W.A (Niggaz with Attitude) kombinierte.